# Artemis Fowl: La hora de la verdad
Artemis Fowl: La Hora de la Verdad es el séptimo libro de la saga de Artemis Fowl creada por Eoin Colfer. El libro relata el afán de Artemis por salvar el planeta de su inminente deterioro por culpa del calentamiento global, utilizando nano-obleas que reflejan el sol y camuflándolas con la nieve, pero ve truncados sus intentos por la acción de un rival del cual nadie se habría esperado nada, Turnball Remo, el hermano criminal del difunto Julius Remo que logra escapar de la prisión de máxima seguridad de Atlantis utilizando la poca atención que tienen sobre el y el poder de las runas mágicas, que son muy poderosas y solo necesitan una gota de magia para funcionar. Otro punto importante del libro es que Artemis se enferma de un síndrome conocido como el "Complejo de Atlantis", que suele sucederle a los criminales arrepentidos.
- Datos: Q2693218

Artemis Fowl ha perdido la cabeza. No hay ninguna duda. Es imposible que una de las mayores mentes criminales tanto en la tierra como del subsuelo se proponga salvar el planeta. Y aún lo es más que quiera salvarlo del cambio climático...Sencillamente no es propio de él. Al verdadero Artemis le importa un comino el deshielo de los polos, la desaparición de los bosques y el agujero de la capa de ozono. Además, a pedido ayuda a las criaturas mágicas... Artemis fowl hijo, el  inteligente, autosuficiente y prepotente Artemis, ha pedido ayuda. ¿Se ha vuelto bueno en verdad?¿Será su nueva misión una forma para disimular intereses ocultos?¿Ha perdido la chaveta?
La capitana Canija tiene que hacer lo que sea para poder recuperar al verdadero Artemis: hordas enteras de robots están atacando la ciudad subterránea de Atlantis y él es el único capaz de detenerlos